# Miguel Samacá
Samacá  Hernández est un nom espagnol. Le premier nom de famille, en général paternel, est Samacá ; le second, en général maternel, souvent omis, est Hernández.
Miguel Samacá Hernández, né le 18 mai 1946 dans le département de Cundinamarca, est un coureur cycliste colombien des années 1960 et 1970. Il a notamment remporté le Tour du Táchira (1972) et deux fois le Tour de Colombie (1972 et 1974), la seconde fois en bénéficiant de la disqualification d'Álvaro Pachón.
Il représente sa sélection nationale lors de trois Jeux olympiques. Il abandonne en 1968 à Mexico et en 1976 à Montréal. Il parvient à terminer l'épreuve sur route individuel à Munich, obtenant la neuvième place.

## Repères biographiques
Miguel Samacá remporte la septième édition du Tour du Táchira. Samacá perd sept minutes lors de la première étape sur un bris de chaîne. Même si peu d'observateurs lui laisse une chance de remporter l'épreuve, Miguel reprend progressivement du temps à ses adversaires. Notamment lors de la troisième étape, disputée en contre-la-montre, qu'il remporte. Deux jours plus tard, Samacá réalise « un des exploits les plus mémorables de l'épreuve ». Il arrive au terme de la cinquième étape disputée entre Barinas et Mérida, et passant par le col de Mucubají (situé à 3500 mètres d'altitude), avec 7 min 38 s d'avance sur le deuxième de l'étape et 8 min 53 s sur le troisième, ses compatriotes Fabio Acevedo (en) et Rafael Antonio Niño. Le reste de ses rivaux finissant à plus de dix minutes. La sélection colombienne s'attache à conserver le maillot de leader de Miguel Samacá jusqu'à l'arrivée. Samacá l'emporte devant Niño et Acevedo, pour un podium entièrement colombien.
L'année 1972 est prolifique pour Miguel puisqu'il s'impose dans le Tour de Colombie quelques mois plus tard et termine meilleur colombien aux Jeux olympiques, en achevant la course à la neuvième place. Il arrête la compétition en 1976 pour se consacrer à sa boutique de cycles, établie en son nom à Bogota (activité commerciale qui se poursuivait en 2022).

## Équipes
- Amateurs :
  - 1966 :  Distrito Especial[6]
  - 1967 :  Distrito[7] et Gabardinas Castiel
  - 1968 :  Distrital[8] et Relojes Pierce
  - 1969 :  Relojes Pierce[9]
  - 1970 :  Relojes Pierce[10]
  - 1971 :  Relojes Pierce[11]
  - 1972 :  Singer[12]
  - 1973 :  Singer[13]
  - 1974 :  Licorera de Cundinamarca[1]
  - 1975 :  Libreta de Plata[14]
  - 1976 :  Libreta de Plata[15]

## Palmarès
- Tour de Colombie
  - Vainqueur du classement général en 1972.
  - Vainqueur du classement général en 1974.
  - 3 fois sur le podium (2e en 1971 et en 1973, 3e en 1970)[16].
  - 9 victoires d'étape[17].

- Clásico RCN
  - 2 victoires d'étape en 1969[18] et en 1971[19].

- Tour du Táchira
  - Vainqueur du classement général en 1972 (es).
  - 1 fois sur le podium (3e en 1970).

## Résultats sur les championnats

### Jeux olympiques
Course en ligne
3 participations.
- Mexico 1968 : abandon[2].
- Munich 1972 : 9e au classement final[4].
- Montréal 1976 : abandon[3].

100 km par équipes
1 participation.
- Munich 1972 : 22e au classement final[20].

### Championnats du monde amateurs
Course en ligne
3 participations.
- Montevideo 1968 : 26e au classement final[21].
- Mendrisio 1971 : 18e au classement final[22].
- Montjuich 1973 : 18e au classement final[23],[24].

100 km par équipes
2 participations.
- Montevideo 1968 : 8e au classement final (avec Severo Hernández (en), Pedro Julio Sánchez et Álvaro Pachón)[25].
- Montjuich 1973 : 10e au classement final (avec Edgar García, Luis Hernán Díaz et Álvaro Pachón)[26].

### Championnats nationaux
- 1967 :  Médaillé de bronze de la course en ligne.
- 1968 :  Médaillé d'argent de la course en ligne.